# Gaulettia
Gaulettia é um género de plantas com flores pertencentes à família Chrysobalanaceae.
A sua distribuição nativa é o sul da América Tropical.
Espécies:
- Gaulettia amaraliae (Prance) Sothers & Prance
- Gaulettia canescens (Gleason) Sothers & Prance
- Gaulettia canomensis (Mart.) Sothers & Prance
- Gaulettia cognata (Steud.) Sothers & Prance
- Gaulettia elata (Ducke) Sothers & Prance
- Gaulettia foveolata (Prance) Sothers & Prance
- Gaulettia parillo (DC.) Sothers & Prance
- Gaulettia racemosa (Benth. ex Hook.f.) Sothers & Prance
- Gaulettia steyermarkii (Maguire) Sothers & Prance